# Ghost Recon: Alpha
Ghost Recon: Alpha je dvacetiminutový válečný film natáčený v České republice v Ostravě. Vypráví o vojácích v blízké budoucnosti, kteří jsou zdokonalení vyspělou technikou. Hlavní postavy ztvárnili Mark Ivanir, Keith Gilmore a Chook Sibtain. Chybí zde postava Bonese.

## Příběh
Voják jednotky Ghost Kozak přijíždí v nákladním voze LIAZ do pevnosti generála Sokolova. Zastaví ho Sokolovovy jednotky, ale když chtějí prohledat náklaďák, vyskočí tři další vojáci jednotky Ghost. Jednotka se formuje kolem pevnosti a čeká až přijede terorista Chevchenko a koupí od Sokolova jaderné hlavice. Chevchenko se ale zdrží a hrozí, že obchod bude zrušen a spolu s ním i celá akce. Sokolov je netrpělivý a Chevchenko nakonec po domluvě s vůdcem (Charlotte Rampling) jeho organizace přistupuje k obchodu. Chevchenko je ale zasažen sniperem. Když se Sokolovovi vojáci snaží zformovat, je Sokolov zastřelen. Ghosti se vrhají do akce a ruští vojáci jsou zabiti. Pyrotechnik Chuck se vrhá na zneškodňování bomb, ale přichází ruská podpora spolu s bojovými roboty. Robota se pokusí zaměstnat 30K a Ghosti mají opět šanci. Pyrotechnik je zabit a Pepper odpaluje jeho tělo, aby se technologie nedostala do nesprávných rukou. Kozak nasedne do tanku a zachrání 30K, když ho má robot v zaměřovači. Jednotka Ghost opět vítězí.

## Postavy a obsazení
- Kozak – Mark Ivanir
- 30K – Keith Gilmore
- Pepper – Chook Sibtain
- Chevchenko – Karel Dobrý
- generál Sokolov – Erich Redman
- pyrotechnik Chuck – Charles Venn
- Poručík – Daniel Svoboda
- MP – Pavel Ledinsky
- Dimitrij – Nick Von Schlippe